# Royal Brinkman

Pepersteeg 1885

Royal Brinkman is toeleverancier, installateur en adviseur voor de glastuinbouw. Het bedrijf is in Nederland gevestigd in 's-Gravenzande, Bleiswijk, Klazienaveen, Venlo en Gameren. Internationaal heeft het vestigingen in Engeland, Canada, Frankrijk, Duitsland, Hongarije, Spanje, Polen, Turkije, Australië, Mexico en China.

## Geschiedenis
In het jaar 1885 legde Cor Brinkman het fundament voor Royal Brinkman. Vanuit de Pepersteeg in 's-Gravenzande bezocht hij tuinders en verkocht 'sparrietouw' (voor het bossen van asperges), kisten en dekzeilen voor de Westlandse schuiten. Later voegde hij bollenkinnetjes en kinnetjesnetten aan het assortiment toe. Het touw voor deze netten werd door Cor Brinkman zelf op de fiets naar Scheveningen gebracht, waar het touw tot netten werd gebreid. In 1926 won Brinkman de eerste prijs op de grote Fruit- en Groentetentoonstelling in Utrecht met zijn elektrisch aangedreven sorteermachine voor tomaten, de 'doppenmachine'. Een verbeterde versie hiervan, de 'Brinkmanstoter', werd een groot succes.
Met het aantreden van de zoon van de oprichter, Henk Brinkman, werd het eerste personeel aangetrokken. Toen Cor Brinkman startte met het bedrijf, deed hij dit vanuit de Pepersteeg (nu Havenstraat) in 's-Gravenzande. Het bedrijf groeide in vogelvlucht en verhuisde in 1917 naar een nieuw pand op het Marktplein, in de volksmond werd deze locatie Kousenhoek genoemd. Het ging zo goed met het bedrijf Brinkman dat in 1931 een eerste filiaal in Rockanje geopend werd.

Doppenmachine 1921

De jaren 30 waren een moeilijke periode voor de gehele tuinbouwsector. Daar bovenop werd in 1934 het bedrijfspand aan het Marktplein zwaar getroffen door een felle brand. Het wagenpark (drie vrachtwagens) en de voorraad hout en machines gingen verloren. 
Ook tijdens de oorlogsjaren 1940-1945 kende Royal Brinkman moeilijke tijden. De kleinzoon van oprichter Cor Brinkman, Henk Brinkman (3e generatie), trad aan als directeur in deze ongelukkige periode. De nazi's hadden het gemunt op het bedrijfspand van Brinkman in 's-Gravenzande. Gedwongen op zoek naar een uitwijkplaats kon Brinkman terecht in een houtfabriek van de firma In 't Veld en de Jong. De locatie van Brinkman in De Lier werd tijdelijk omgedoopt tot nieuwe hoofdvestiging, de beslaglegging kon enige tijd later afgewend worden.

Marktplein 1917

Brinkman was na deze moeilijke periode in staat alles weer op te bouwen. Na de oorlog leefde de tuinbouwsector weer op en ontwikkelde zich mede door nieuwe teeltmethoden, nieuwe teelten, automatisering, regenleiding en verwarming. Brinkman beleefde gloriedagen. Belangrijke ontwikkelingen waren de introductie van de Micom 85 tuinbouwcomputer (voor deze tijd een vooruitstrevend product waarmee het klimaat in de kas werd geregeld) en de opkomst van de teelt uit de grond op substraat. Op initiatief van Brinkman werden in het begin van de jaren zeventig op praktijkschaal de eerste tomaten, anjers en gerbera's in veensubstraat geteeld. Niet snel daarna volgde de teelt in Grodan steenwol. Het bovengronds telen uit de grond nam een grote vlucht en telers hadden voldoende redenen om te schakelen (voorkomen bodemziekten, hogere opbrengsten, energiebesparing en betere oppervlaktebenutting). Brinkman ontwikkelde de Vocom, een voedingscomputer waarmee de juiste hoeveelheid water en meststoffen kon worden gedoseerd voor de teelt op substraat. Deze voedingscomputers waren in de jaren 70-80 niet aan te slepen.
In 1972 verhuisde Brinkman vanaf Kousenhoek naar de voormalige veilingvereniging aan de Woutersweg in 's-Gravenzande. De opening van het bedrijfsterrein van 45.000 m² was een enorme mijlpaal voor het bedrijf en voor het gehele Westland. In vijf dagen bezochten 11.000 bezoekers het nieuwe pand. Het hoofdkantoor is nog steeds gevestigd aan de Woutersweg. 
In 1974 opende in verband met de toenemende vraag de eerste buitenlandse vestiging in Burstwick, vlak bij Hull (Engeland). Brinkman begon met exporteren in 1930, naar Engeland.

## Predicaat Koninklijk
Op 1 april 1985 kreeg Brinkman het predicaat Koninklijk. Uit naam van koningin Beatrix kreeg Brinkman deze onderscheiding wegens het honderdjarig bestaan. Mies Bouwman reikte dit Koninklijke predicaat uit aan Cor Brinkman en Henk Brinkman. Elco Brinkman, destijds minister in het kabinet-Lubbers I, was daarbij aanwezig.

## Let's Improve Together
Tijdens het innovatieseminar Let's Improve Together dat op 20 juni 2019 werd georganiseerd door Royal Brinkman sprak onder andere Constantijn van Oranje over de toekomst van de glastuinbouw. Doel van dit evenement was telers te inspireren om samen te werken aan een gezonde toekomst van de sector.   

## Directieleden
De directie bestaat uit Ton van Mil (ceo), Gert-Jan van Peer (cfo), Ramon Verdel (cpo), Jan Schuttrups (commercieel directeur), Ronald van der Tang (operationeel directeur) en Bas Brinkman (directeur techniek).   

## Tijdlijn
- 1885: Oprichting Brinkman aan de Pepersteeg door Cor Brinkman
- 1917: Brinkman verhuist van Pepersteeg naar Marktplein in 's-Gravenzande
- 1919: Aanschaf eerste bedrijfswagen, een T-Ford
- 1923: Aanschaf eerste vrachtwagen
- 1926: Eerste prijs voor de 'doppenmachine' op de Fruit- en Groentetentoonstelling in Utrecht
- 1931: Opening eerste filiaal in Rockanje
- 1934: Brand in bedrijfspand aan het Marktplein te 's-Gravenzande
- 1930-1940: Verkoop van tomatensorteermachines
- 1940-1945: Gedwongen verhuizing naar De Lier
- 1972: Verhuizing naar de gebouwen van de voormalige groenteveiling aan de Woutersweg in 's-Gravenzande
- 1974: Opening eerste buitenlandse vestiging in Burtwick, Engeland
- 1975: Introductie van de eerste klimaatcomputer Micom 85
- 1979: Introductie van de eerste voedingscomputer Vocom
- 1985: Brinkman bestaat honderd jaar en ontvangt het predicaat Koninklijk uit naam van koningin Beatrix
- 1989: Brinkman wint de Tuinbouw Ondernemers Prijs
- 2010: Verlenging van het predicaat Koninklijk met 25 jaar voor Royal Brinkman (tot 2035)
- 2012: Het hoofdkantoor betrekt één gebouw aan de Woutersweg
- 2015: Introductie van het nieuwe logo Royal Brinkman